# Universiteit van Dole

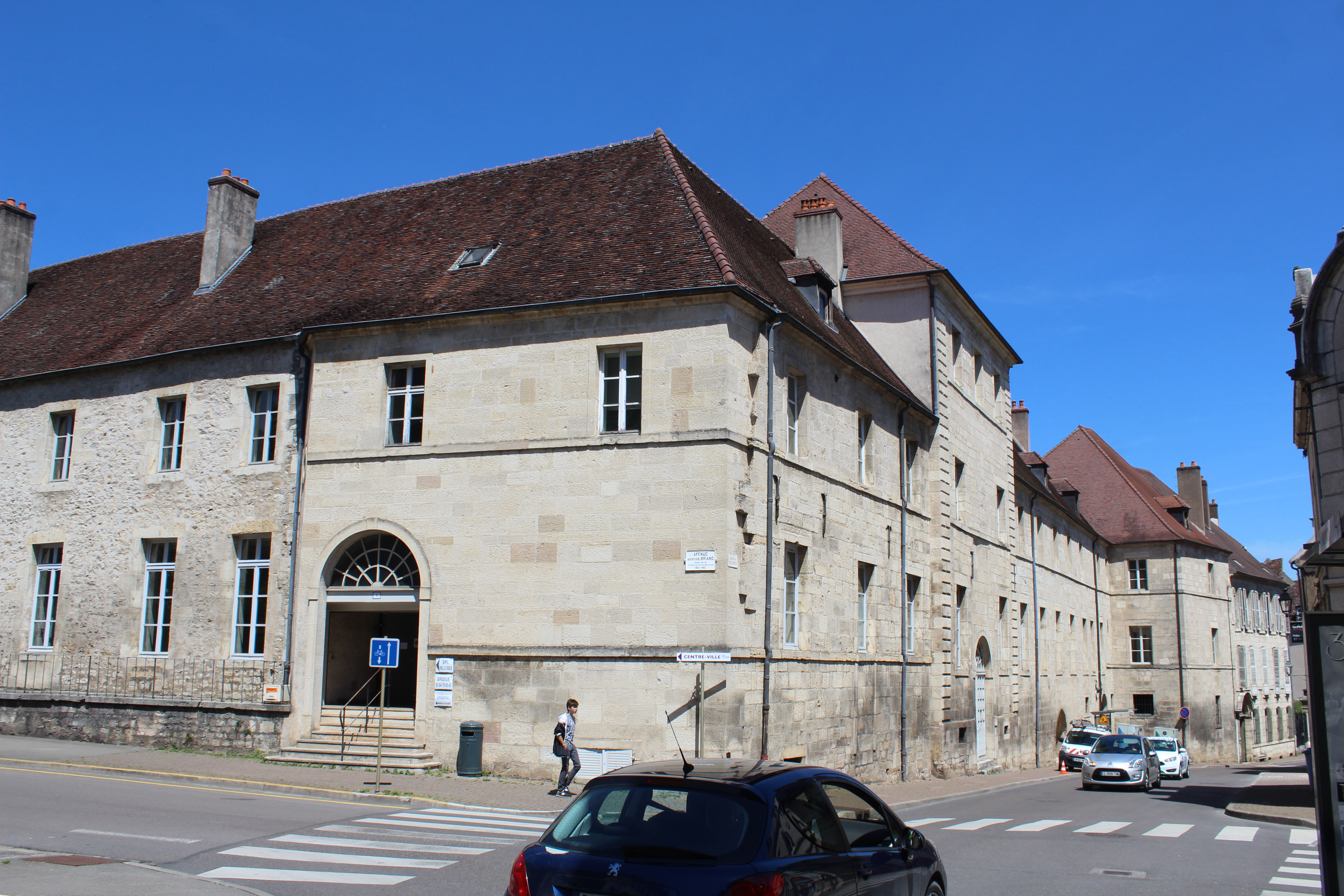
Het Collège Saint-Jérôme werd eind 15e eeuw opgericht door de benedictijner monnik Antoine de Roche om geestelijken te huisvesten die les volgden aan de universiteit van Dole.

De Universiteit van Dole bestond van 1422 tot 1691 in Dole in het vrijgraafschap Bourgondië. Enige tijd was het een van de belangrijkere universiteiten voor civiel en kerkelijk recht in West-Europa.

## Geschiedenis
De instelling werd in 1422 gesticht door paus Martinus V op initiatief van Filips de Goede. De hertog wilde geschoold personeel voor het bestuur van zijn groeiende rijk, meer bepaald voor de zuidelijke pool ervan, de Landen van derwaarts. Hij koos niet voor de Bourgondische hoofdstad Dijon en ook niet voor Besançon, maar voor het kleinere Dole. Dat was centraal gelegen en ook rustig (de Parijse studentenonlusten van 1419 lagen vers in het geheugen). De organisatie was gebaseerd op een studentengemeenschap naar het model van de Universiteit van Bologna. Nadat de stad de Sint-Joriskapel had geschonken, opende de universiteit in 1423.
In 1437 gaf de paus toestemming om in Dole een theologische faculteit op te richten. Het was vooral dankzij de rechtenfaculteit, die zowel burgerlijk als kerkelijk recht aanbood, dat de Universiteit van Dole een reputatie verwierf. Door de Franse verovering van de stad in 1479 moest ze verhuizen naar Besançon, maar in 1484 keerde ze terug.
Dole trok studenten uit heel West-Europa. Onder de 268 studenten in 1562 waren er 223 buitenlanders en 45 Bourgondiërs. Ook verschillende docenten kwamen uit de Nederlanden en Italië. In 1582 startten de jezuïeten met het Collège de l’Arc, een onderwijsinstelling die door de universiteit als een illegitieme concurrent werd bestreden. Ook de Tachtigjarige Oorlog liet sporen na in Dole: met een plakkaat van 1591 verboden de Staten van Holland hun onderdanen te studeren in Leuven, Dole en Douai en ontzegden ze rechterlijke ambten aan wie daar was afgestudeerd. De Staten-Generaal der Nederlanden breidden dit in 1596 uit tot de hele Republiek.
In 1613 werden gezanten naar de aartshertogen Albrecht en Isabella in Brussel gestuurd om een omzetting naar een magisteruniversiteit te verkrijgen, zoals in Leuven en Douai. De aartshertogen gaven in 1616-1618 hun goedkeuring, maar de edicten werden klaarblijkelijk niet uitgevoerd vanwege weerstand bij de studenten.
De Hollandse Oorlog van Lodewijk XIV resulteerde in 1676 in de verovering van de Franche-Comté op de Spanjaarden, die het gebied twee jaar later afstonden in de Vrede van Nijmegen. De Zonnekoning liet de universiteit in 1691 overbrengen naar Besançon, waar ze voortleeft in de Université du Franche-Comté ().

## Personaliteiten

### Professoren
- Anselmo Marenchi (Anselme de Marenches), civiel recht in 1452-1499
- Nicolas Belloni, rechten
- Antoine Lulle, retorica eind 15e eeuw
- Heinrich Cornelius Agrippa von Nettesheim, theologie vanaf 1509
- Charles Dumoulin, rechten in 1555-1556

Justus Lipsius was in 1572 enkele maanden in Dole en beweerde dat hij er had gedoceerd, om zijn kansen op een benoeming in Jena te verhogen.

### Studenten
- Jan I Carondelet, later kanselier van Vlaanderen en Bourgondië
- Nicolas Perrenot de Granvelle, ca. 1505, later kanselier van keizer Karel V
- Wigle van Aytta van Swichum, ca. 1526, later staatsman in de Nederlanden
- Simon Renard, ca. 1530, later diplomaat van keizer Karel V
- Otto von Waldburg, ca. 1530, later prins-bisschop van Augsburg en kardinaal
- Claude de La Baume, later kardinaal-aartsbisschop van Besançon
- Balthazar Gerards, later moordenaar van Willem van Oranje
- Lodewijk van Simmern, ca. 1554, later keurvorst van de Palts
- Johann Christoph von Westerstetten, ca. 1584, later prins-bisschop van Eichstätt
- Jules Chifflet, ca. 1630, later historicus en genealoog

## Voetnoten
1. ↑  Carte des Monuments Historiques français, Collège Saint-Jérôme à Dole Geraadpleegd op 2 februari 2022.
2. ↑  Willem Frijhoff, "Politiques discriminatoires en pays protestant: les étudiants catholiques Néerlandais (fin XVIe-XVIIe siècle)" in: Étudiants de l'exil. Migrations internationales et universités refuges (XVIe-XXe s.), eds. Patrick Ferté en Caroline Barrera, 2009, p. 45. DOI:10.4000/books.pumi.13225